# Max Factor Sr.
Max Factor Sr., właśc. Michaił (Michał) Faktor lub Maksymilian Faktorowicz (ur. 17 lub 18 lutego 1872 lub 1877 w Zduńskiej Woli, zm. 30 sierpnia 1938 w Beverly Hills) – amerykańsko-polski kosmetyk, wynalazca i producent żydowskiego pochodzenia, założyciel przedsiębiorstwa Max Factor, twórca określenia make-up.
Max Factor z biegiem lat odniósł międzynarodowy sukces w dziedzinie kosmetyków i charakteryzacji filmowej, którego istotą była świadomość, że barwoczułość emulsji filmowej (czarno-białej i kolorowej) jest nieco odmienna od barwoczułości oka ludzkiego. Dzięki dokładnemu dobraniu kolorystyki szminek i pudrów twarze aktorów i aktorek miały na ekranie bardziej naturalny wygląd.

## Życiorys

### Początki życia w Polsce
Max Factor urodził się w Zduńskiej Woli w biednej wielodzietnej rodzinie żydowskiej jako syn Cyrli z domu Wrocławskiej (w niektórych publikacjach błędnie podawane jako Tandrowska) i Abrahama Joska. Był jednym z dziesięciorga dzieci.
Od najmłodszych lat pragnął zostać artystą, jednak zanim spełnił swoje marzenie, chwytał się różnych prac, aby wspomóc domowy budżet. Jako dziesięcioletni chłopiec terminował u najlepszego perukarza. Następnie sprzedawał pomarańcze i cukierki w holu Teatru Czarina w Łodzi..
Z czasem zaczął pracować jako pomocnik miejscowego aptekarza i stomatologa, został pomocnikiem w drogerii, poznając świat kosmetyków i eksperymentując przy tym z mieszankami kremów, perfum i innych produktów. 

### Emigracja i kariera
W wieku 14 lat został członkiem grupy wizażysty Antona z Berlina, dzięki któremu trafił do Moskwy, by rozwijać umiejętności charakteryzatorskie poprzez pracę w Teatrze Bolszoj. W wieku 20 lat, pod nazwiskiem Faktorowicz, otworzył w Moskwie własny sklep drogeryjno-perukarski, a jednym z jego zajęć było wykonywanie charakteryzacji aktorów, tym razem Teatru Imperialnego. Z czasem Faktorowicz stał się doradcą od kosmetyki dla rosyjskich elit i dworu carskiego. 
W 1904 wyjechał wraz z rodziną do Stanów Zjednoczonych, aby wziąć udział w Targach Światowych w St. Louis, i już tam pozostał. W 1907 otworzył sklep drogeryjno-perukarski w Los Angeles. Wkrótce potem zaczął współpracować jako uliczny charakteryzator z aktorami filmowymi w Hollywood (w tym czasie aktorzy dokonywali charakteryzacji na koszt własny u przygodnych fachowców). 
W 1914 opracował sposób łatwo nakładanego i zmywanego makijażu dla aktorów filmowych. Jego wynalazkiem było m.in. pakowanie kosmetyków do tubek. Ponadto był twórcą angielskiego zwrotu make-up
Od 1917 zaczął współpracować z pierwszym profesjonalnym gabinetem charakteryzacji filmowej, z innym jej pionierem George’em Westmorem. W 1929 otrzymał Oscara Amerykańskiej Akademii Filmowej za charakteryzację.
Jego największym sukcesem w zakresie charakteryzacji było przygotowanie w 1931 aktora Borisa Karloffa, grającego rolę potwora stworzonego przez doktora Frankensteina w filmie Jamesa Whale’a pod tym samym tytułem. Ponadto jego klientami były największe sławy amerykańskiego filmu tamtych czasów: Mary Pickford, Pola Negri, Gloria Swanson, Jean Harlow, Judy Garland, Rita Hayworth, Ginger Rogers, Marlena Dietrich, John Wayne, Charlie Chaplin, Frank Sinatra i Rudolf Valentino. To Max Factor ufarbował na rudo włosy Rity Hayworth, które stały się jej znakiem rozpoznawczym. On też opracował specjalny puder, którym rozjaśnił ciemną cerę Rudolfa Valentino.

### Kosmetyki i rozwój firmy
W 1909 Max Factor zaczął wytwarzać pierwszą serię własnych kosmetyków pod marką „Max Factor & Company”. Kolejnymi seriami kosmetyków Maxa Factora były: Society Line (1916) i Colour Harmony Line (1918). W ich skład wchodziły puder, róż, cienie do powiek i szminka. Innowacyjność tych kosmetyków polegała na tym, że były one dobrane do koloru oczu i włosów, a całość makijażu była stonowana kolorystycznie w zależności od naturalnych właściwości twarzy klientki.
W 1927 przedsiębiorstwo Max Factor rozpoczęło działalność marketingową na terenie Stanów Zjednoczonych, a już w 1930 eksportowała swoje produkty do 80 krajów.

### Śmierć i dalsze losy marki
Max Factor zmarł 30 sierpnia 1938 roku we śnie, w swoim domu w Beverly Hills w metropolii Los Angeles w Kalifornii.
Przedsiębiorstwo przejął jego syn, Francis Factor, z wykształcenia chemik, który ze względów marketingowych zmienił nazwisko na Max Factor Jr. To za jego namową jeszcze w 1920 r. Max Factor Sr. nazwał swoje wyroby make-up (pol. „makijaż”), która to nazwa szybko stała się powszechnym synonimem makijażu.
W roku 1991 markę „Max Factor” kupił amerykański koncern Procter & Gamble, który w 2015 r. odsprzedał ją koncernowi Coty.

## Życie prywatne
Był trzykrotnie żonaty. Jego pierwszą żoną w latach 1896–1906 była Esther Rosa (lub Rejza). Z tego związku urodziło się czworo dzieci. Drugą żoną od 1906 roku była Huma Sradkowska. W 1907 roku urodziła syna – Louisa. Zmarła po 2 latach związku. Ostatnią żoną była, od 1908 roku do jego śmierci, Jennie Cook. W 1916 urodziła syna – Sidneya (zm. 2005)